# Бюттельборн
Бюттельборн (нім. Büttelborn) — громада в Німеччині, знаходиться в землі Гессен. Підпорядковується адміністративному округу Дармштадт. Входить до складу району Грос-Герау.
Площа — 30,01 км2. Населення становить 14 859 ос. (станом на 31 грудня 2020).